# Nertila Koka
Nertila Koka (ur. 1966 w Tiranie) – albańska aktorka i piosenkarka.

## Życiorys
Uczyła się w klasie wokalnej liceum artystycznego Jordan Misja w Tiranie, a następnie studiowała w Akademii Sztuk, którą ukończyła w 1989. 
W wieku 17 lat zadebiutowała na scenie, śpiewając na Festiwalu Wiosny, organizowanym w Tiranie dla młodych wokalistów. Zwycięstwo w tym festiwalu otworzyło jej drogę do najbardziej prestiżowego Festivali i Këngës. W 23 edycji tego festiwalu (1984) zaśpiewała w duecie z Gëzimem Çelą kompozycję Vladimira Kotaniego – Çel si gonxhe dashuria, zdobywając główną nagrodę. Ponownie zwyciężyła w 25 edycji Festiwalu w 1986, na którym śpiewała utwór Dy gëzime në një ditë. W 1990, w 29 edycji Festiwalu ponownie wystąpiła w duecie (z Davidem Tukiqim), zdobywając drugą nagrodę.
W 1989 zadebiutowała na dużym ekranie rolą siostry Artura w filmie fabularnym Apasionata. Zagrała potem jeszcze w trzech filmach. W 1991 wyjechała z Albanii, początkowo do Turcji, następnie do Tokio. Obecnie mieszka w Szwecji, gdzie pracuje jako nauczycielka. W 2009 uruchomiła własny kanał na YouTube, na którym prezentuje porady kulinarne.
W życiu prywatnym jest mężatką, ma dwie córki (Sarę i Annę).

## Role filmowe
- 1983: Apasionata jako siostra Artura
- 1984: Duaje emrin tënd jako Bora
- 1985: Tre njerëz me guna jako Lumtua
- 1987: Botë e padukshme jako Gjelina
- 1987: Telefoni i një mëngjesi jako Mira